# Karl Sigmund Lorber

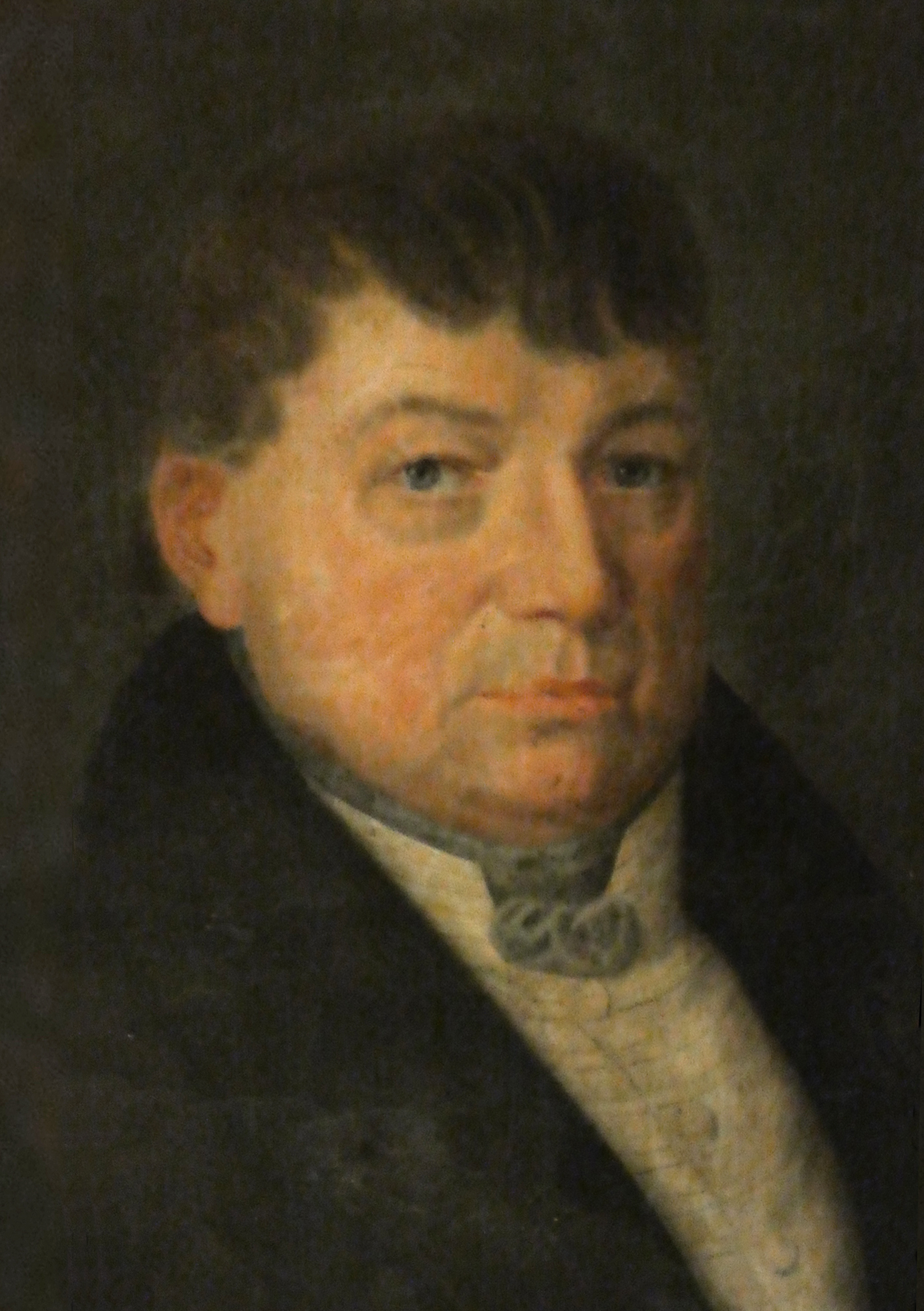
Porträt in der Bürgermeistergalerie im Landshuter Rathaus

Karl Sigmund Lorber (* 28. März 1792 in Freising; † 1. Januar 1845 in Landshut) war ein deutscher Politiker und 21 Jahre lang Bürgermeister von Landshut.

## Leben und Wirken
Karl Sigmund Lorber wurde als Sohn von Johann Georg Lorber und dessen Ehefrau Helena Barbara geb. Schneider in Freising geboren. Johann Georg Lorber hatte sich von einem Waischenfelder Schusterssohn zum hochfürstlichen Hofkammerrat am Hochstift Freising emporgearbeitet, was ihm ermöglichte, seinem Sohn ein Studium zu finanzieren.
Nach dem Gymnasialabschluss 1810 am (heutigen) Wilhelmsgymnasium München kam Karl Sigmund Lorber als Student nach Landshut, dort wurde er im Jahr 1810 Mitglied des Corps Bavaria. Dort wurde er 1818 als erster rechtskundiger Magistratsrat eingestellt. 1823 heiratete er in der Martinskirche die Wirtstochter Theresia Schardt. Im selben Jahr stieß man bei Bauarbeiten auf dem Höglberg auf Gräber aus der Bronzezeit. Der geschichtsinteressierte Beamte bewahrte den Fund vor der Vernichtung und ließ ihn archäologisch sichern. Später sorgte er dafür, dass die Grabbeigaben in einem Saal des Rathauses ausgestellt wurden, und schuf so einen Vorläufer des heutigen Stadtmuseums. Dieser Einsatz mochte dazu beigetragen haben, dass der 31-jährige Lorber im Folgejahr zum Nachfolger des verstorbenen Bürgermeisters Josef Haarbeintner gewählt wurde.
Während Lorbers Amtszeit musste die Stadt 1826 den Fortzug der erst 1800 von Ingolstadt nach Landshut verlegten Universität nach München verkraften, wo die Ludwig-Maximilians-Universität noch heute besteht. Als Gegenmaßnahme zum drohenden Bedeutungsverlust erlebte Landshut einen Umbau zum Militär- und Amtsstandort. Das Kgl. Bayer. 2. Chevaulegers-Regiment und das Kgl. Bayer. 4. Jäger-Bataillon sowie das Appellationsgericht wurden von München nach Landshut verlegt. Zudem wurde ein Lyzeum (damals mit einer Hochschule vergleichbar) eingerichtet. Letzteres wurde allerdings ebenfalls nach wenigen Jahren 1834 nach Freising verlegt, wo es sich zur Philosophisch-theologischen Hochschule Freising weiterentwickelte. Bürgermeister Lorber setzte sich für die Rückkehr der im Zug der Säkularisation in Bayern aus der Stadt vertriebenen Franziskaner (OFM) ein, was 1835 zum Einzug des Ordens in das ehemalige Kapuzinerinnenkloster Maria Loreto führte. 1839 schließlich wurde Landshut zum Sitz der Regierung des Bezirks Niederbayern, der zuvor als Unterdonaukreis von München aus verwaltet worden war.
Auf dem Weg zu einem Neujahrsempfang 1845 erlitt Bürgermeister Lorber in den Räumen des Regierungsgebäudes 53-jährig einen tödlichen Schlaganfall. Wie schon die Feier zu seinem 25-jährigen Jubiläum im Dienst der Stadt zwei Jahre zuvor, wurde auch sein Begräbnis zu einem Zeugnis seiner großen Beliebtheit und Hochachtung, als über 3000 Menschen den Leichenzug säumten und zahlreiche Institutionen der Stadt ihren letzten Gruß entboten. Bereits in den Wochen danach wurden Vorwürfe laut, der Bürgermeister habe seinen guten Ruf genutzt, um von Anlegern über 60 000 Gulden einzunehmen, die er „für sich verwendete und die Stadtverwaltung mit kurateller Genehmigung zur Entschädigung mehrerer um ihre ganze Habe gekommenen Familien ohne Anerkennung einer Ersatzpflicht 26 400 Gulden als freiwillige Unterstützung anwies“. Auf welche Weise der biedere und allseits beliebte Bürgermeister dieses viele Geld von allen unbemerkt durchbringen konnte, scheint nie publik geworden zu sein.

## Ehrungen und Auszeichnungen
Nach Karl Sigmund Lorber ist der „Lorberweg“ in Landshut benannt.

## Belege
1. ↑  Leitschuh, Max: Die Matrikeln der Oberklassen des Wilhelmsgymnasiums in München, 4 Bde., München 1970–1976; Bd. 3, S. 234
2. ↑  Franz Xaver Freninger (Hrsg.): Das Matrikelbuch der Universität Ingolstadt-Landshut-München. Rectoren Professoren Doctoren 1472–1872. Candidaten 1772–1872. München 1862 (Eichleiter), S. 138. Digitalisat, abgerufen am 30. März 2017.
3. ↑  Kösener Corpslisten 1960, 104/34
4. ↑  Anton von Braunmühl: Die altdeutschen Grabmäler im Högelberge und der Umgegend von Landshut. Entdeckt im Jahr 1823 von dem dermaligen Bürgermeister Carl Lorber. Landshut 1826 (Thomann), S. 4. Digitalisat, abgerufen am 30. März 2017.
5. ↑  Gerhard Tausche: Geschichte Landshuts. München 2003 (C. H. Beck), S. 10.
6. ↑  Gerhard Tausche: Geschichte Landshuts. München 2003 (C. H. Beck), S. 138.
7. ↑  Gerhard Tausche: Geschichte Landshuts, München 2003 (C. H. Beck), S. 111.
8. ↑  Concordia. Ein Wochenblatt zur allgemeinen Conversation. Ausgabe vom 11. Januar 1845. Digitalisat, abgerufen am 30. März 2017.
9. ↑  Franz Paul Weber, Otto Marschall: Aus dem Leben der Kreishauptstadt Landshut. Landshuter Stadtchronik Bd. 1, 1834 bis 1908. Landshut 1916 (Thomann), S. 19.
10. ↑  Theo Herzog: Landshut im XIX. Jahrhundert. Landshut 1969 (Landshut Verlag), S. 157 f.

* 1943 bis Kriegsende vertreten durch Rechtsrat Josef Uhlmann

| Personendaten    | Personendaten        |
| ---------------- | -------------------- |
| NAME             | Lorber, Karl Sigmund |
| ALTERNATIVNAMEN  | Lorber, Carl Sigmund |
| KURZBESCHREIBUNG | deutscher Politiker  |
| GEBURTSDATUM     | 28. März 1792        |
| GEBURTSORT       | Freising             |
| STERBEDATUM      | 1. Januar 1845       |
| STERBEORT        | Landshut             |